# ヘルマン・アンシュッツ
ヘルマン・アンシュッツ（Hermann Franz Anschütz,1802年10月12日 - 1880年8月30日）は、ドイツの画家である。

## 略歴
コブレンツで生まれた。ドレスデンの美術学校で歴史画家のアウグスト・ハルトマン（de:August Hartmann）、ヨハン・フリードリヒ・マテイ（Johann Friedrich Matthäi)に学び、1822年からデュッセルドルフ美術アカデミーに移り、装飾画も手がけるペーター・フォン・コルネリウスに学んだ。カール・シュチューメル（de:Karl Stürmer）やヘルマン・シュティルケ（de:Hermann Stilke）の助手として、フレスコ技法による装飾画を描いた。1825年にコルネリウスがミュンヘン美術院の運営を任されると、1826年にアンシュッツも、同僚のヴィルヘルム・フォン・カウルバッハとともにミュンヘン美術院に移った。ミュンヘンではオデオン・ホールの天井画の一つを描いたが、これは第二次世界大戦で破壊された 。
バイエルン王、ルートヴィヒ1世からの資金で1830年から1831年の間、ナポリに留学し、博物館の作品や遺跡をスケッチし、帰国後、王宮内の装飾画を描くのに生かした。
1847年にミュンヘン美術院の歴史画の教授に任じられ、ヨハン・ゲオルク・ヒルテンシュペルガー（Johann Georg Hiltensperger）、アレクサンダー・シュトレフーバー（de:Alexander Strähuber）らと1873年まで絵画を教えた。1860年にミュンヘンに創立された、宗教画家協会（Verein für Christliche Kunst）の創立メンバーであった。

## 作品

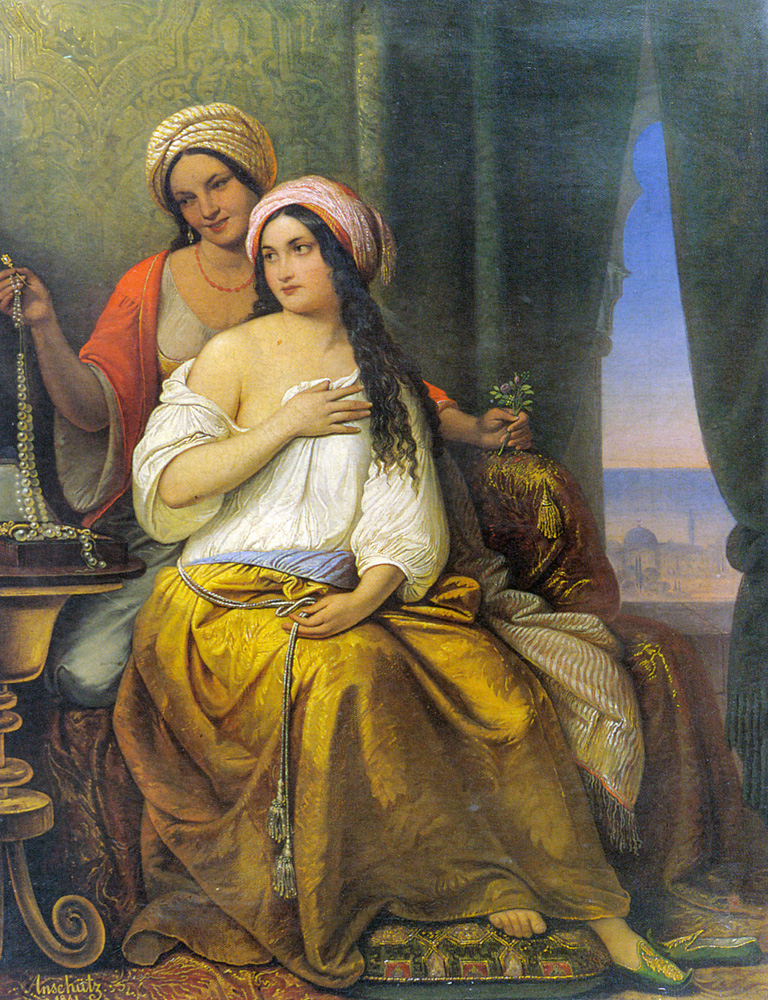
真珠の首飾り(1841)
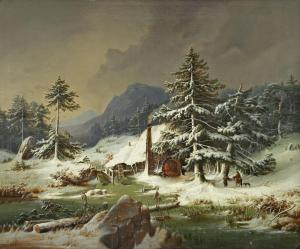
Alte Glashütte im bayerischen Wald(1852)
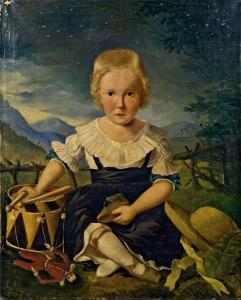
小さなドラマー(c1840)
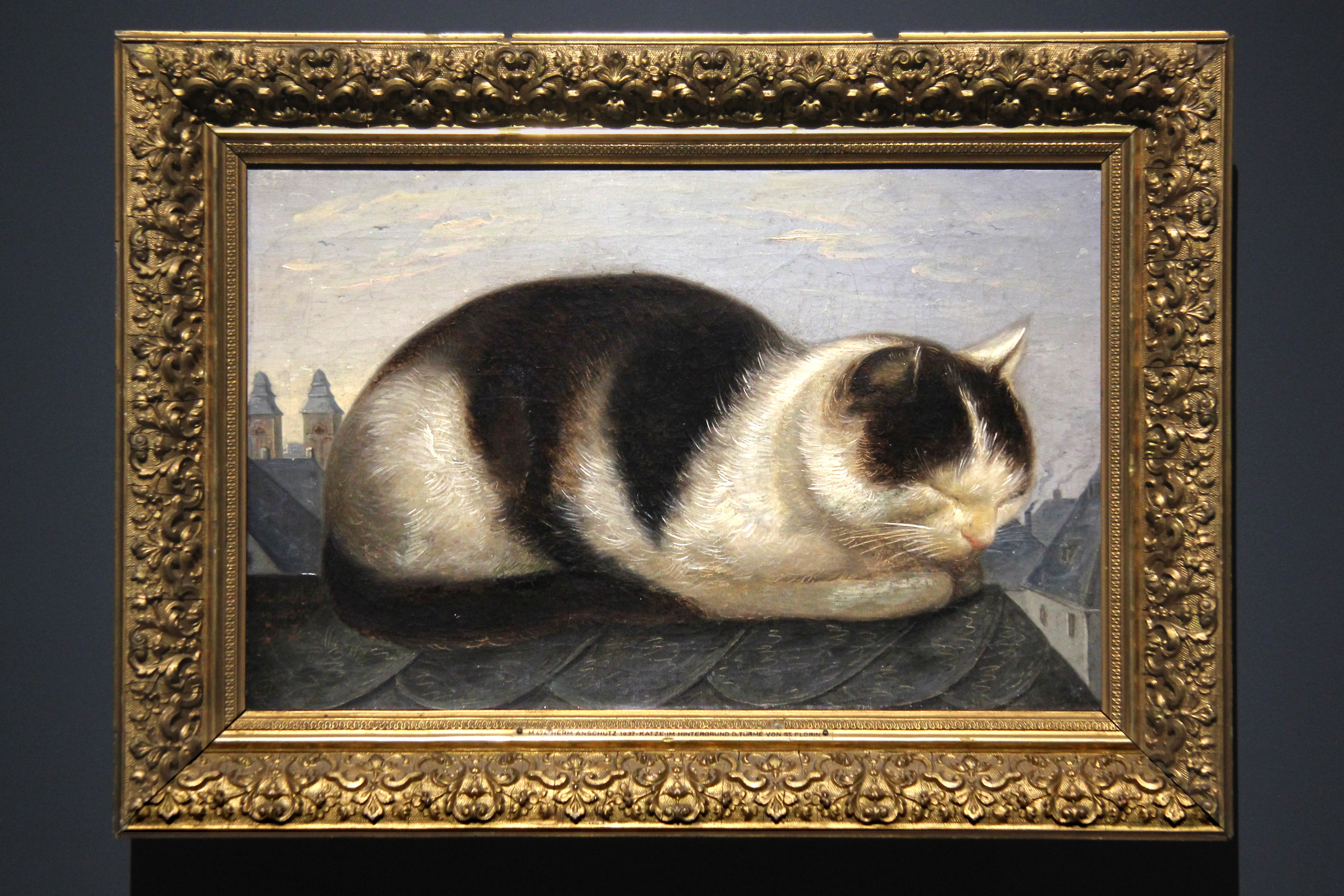